# St. Louis City SC
El St. Louis City Soccer Club es un equipo profesional de fútbol de los Estados Unidos con sede en San Luis, Misuri. Compite en la Conferencia Oeste de la Major League Soccer (MLS) y disputa sus partidos como local en el Citypark.

## Historia

### Intentos previos
El fútbol tiene una historia establecida tanto a nivel profesional como amateur en el Gran San Luis durante más de un siglo. En 2007, San Luis fue considerado un posible destino para el Real Salt Lake después de que el fundador del club anunciara que vendería el club si no se construía un nuevo estadio. De 2008 a 2009, un abogado de San Luis, Jeff Cooper, lideró un grupo de posibles propietarios que intentaron traer un equipo de expansión de la MLS a Gran San Luis, solo para que las ofertas fueran rechazadas a favor de otras ciudades. A pesar de los planes aprobados para construir el Collinsville Soccer Complex valuado en $600 millones, la MLS no quedó impresionada con el respaldo financiero de la oferta y sugirió que Cooper ampliara su grupo de inversores. En cambio, Cooper lanzó un club masculino de segunda división y una franquicia de fútbol profesional femenino. AC St. Louis jugó solo una temporada en la Division 2 antes de retirarse en 2011; el Saint Louis Athletica se retiró a la mitad de su segunda temporada en 2010.
A fines de 2014, la ciudad anunció planes para un nuevo estadio para albergar fútbol americano y fútbol. El comisionado de la MLS, Don Garber, dijo en enero de 2015: "San Luis tiene mucha actividad con un estadio que están tratando de hacer para el Rams de la NFL. Hay una gran comunidad de fútbol y nos encantaría ver un estadio de fútbol en el centro como si estuvieran pensando en un estadio de fútbol americano". En mayo de 2015, Garber visitó la ciudad para hablar sobre un posible nuevo estadio de usos múltiples que podría albergar partidos de fútbol. Garber advirtió que cualquier posible expansión ocurriría después de 2020. El 12 de enero de 2016, los Rams se mudaron a Los Ángeles después de jugar en San Luis durante 21 temporadas. La movida de los Rams inicialmente aceleró las conversaciones de un equipo de expansión de la MLS.
En 2017, la MLS consideró crear una nueva franquicia en San Luis para el 2020. El grupo propietario propuesto buscó fondos públicos para ayudar a construir un estadio de fútbol de $200 millones junto a Union Station en el centro de San Luis. El 26 de enero de 2017, el Comité de Medios y Arbitrios Concejales de la ciudad aprobó un plan de financiación, y luego la Junta de Concejales en pleno, que habría destinado $60 millones en ingresos de impuestos de la ciudad al nuevo estadio. Los votantes rechazaron el plan en un referéndum del 4 de abril de 2017, dejando en duda el futuro de la ciudad en la MLS.

### Actualidad
En septiembre de 2018, el "St. Louis Post-Dispatch" informó sobre una reunión entre funcionarios del Departamento de Desarrollo Económico de Misuri y representantes de la MLS con respecto a una propuesta de estadio; la alcaldesa de San Luis Lyda Krewson luego confirmó que un nuevo grupo estaba tratando de traer un equipo a la ciudad. La oferta de la MLS de San Luis se relanzó efectivamente el 9 de octubre de ese año, con Carolyn Kindle Betz y otros herederos de la fortuna de Enterprise Rent-A-Car como principales inversores. La ubicación del estadio se mantuvo igual que en la ubicación original de 2016, cerca de Union Station. Esta candidatura no buscó financiación pública a través de impuestos o de la ciudad, por lo que el público no pudo votar por el estadio. El 28 de noviembre de 2018, el Comité de Vivienda, Desarrollo Urbano y Zonificación de la Junta de Concejales votó 8 a 0 para aprobar el plan del estadio.
El 18 de abril de 2019, la MLS anunció planes para expandirse a 30 equipos, en comparación con el plan anterior de 28. La liga, actualmente con 27 equipos, aconsejó a la Oficina del Comisionado que avanzara en las conversaciones con el Sacramento Republic y las ofertas de San Luis. Se pidió a ambas ofertas que hicieran presentaciones ante el Comité de Expansión de la MLS para "abordar el plan final del estadio de cada oferta, los compromisos corporativos, la composición de los respectivos grupos propietarios, la economía detallada sobre la financiación, los planes estratégicos para el desarrollo de los fanáticos, los compromisos sobre el desarrollo de jugadores y los detalles sobre programas comunitarios".
El 20 de abril de 2019, dos días después de que la MLS anunciara que avanzaría en las conversaciones con las ofertas de Sacramento y San Luis, el grupo de San Luis publicó representaciones y más información sobre el estadio propuesto. El diseño del estadio de 22.500 asientos fue producido por una colaboración entre HOK y Snow Kreilich Architects. El grupo también prometió que cada asiento estaría dentro de los 120 pies del campo y que un dosel cubriría el estadio.
El 20 de agosto de 2019, la MLS anunció que había aprobado a San Luis como la franquicia número 28 de la liga, y se esperaba que debutaran en la temporada 2022. El grupo propietario está formado por la presidenta de Enterprise Holdings Foundation, Carolyn Kindle Betz, y miembros femeninos de la familia Taylor, y es el primer equipo de propiedad mayoritaria femenina en la MLS. En el anuncio, Don Garber dijo: "San Luis es una ciudad con una rica tradición futbolística y es un mercado que hemos considerado desde el inicio de la liga. Nuestra liga se fortalece hoy con la incorporación de los fanáticos del fútbol profundamente dedicados de la ciudad, y el grupo de propiedad local comprometido e innovador liderado por Carolyn Kindle Betz, la familia Taylor y Jim Kavanaugh".
El 19 de octubre de 2019, el grupo propietario publicó nuevos planes para el estadio específico de fútbol planeado. El área se amplió para abarcar un plan de 31 acres (12,5 ha) y probablemente superaría el costo estimado original de $200 millones. El grupo de propietarios acordó comprar y poseer el terreno junto con el estadio y no buscará ingresos fiscales ni financiación pública.
El 17 de diciembre de 2019, el estado de Misuri informó al grupo propietario que ya no se entregarán los $30 millones prometidos previamente por el estado. Sin embargo, el 18 de marzo de 2020, la Junta de Finanzas para el Desarrollo de Misuri aprobó por unanimidad un paquete de incentivos por valor de $5,7 millones en créditos fiscales para ayudar con la construcción del estadio de $458 millones y el área circundante.
El 25 de marzo de 2020, el grupo propietario emitió un comunicado sobre la pandemia de COVID-19. La preparación del sitio para el estadio continuaría según lo planeado, pero cumplirá con todos los consejos de salud de los funcionarios de salud pública y del gobierno local, estatal y nacional. La preparación del sitio incluye la limpieza de todo el terreno donde se ubicará el estadio y la demolición de las antiguas rampas de entrada y salida ubicadas en el sitio.
El 31 de marzo de 2021, Purina, un fabricante de alimentos para mascotas fundado y con sede en San Luis, se convirtió en el primer patrocinador de camisetas y socio fundador del club. El 14 de julio de 2021, Together Credit Union, una cooperativa de ahorro y crédito local, se convirtió en el segundo socio fundador del club y socio bancario oficial.
En 5 de enero de 2022 se confirmó al ex internacional sudafricano Bradley Carnell como primer entrenador del equipo.

## Colores e insignia
La cresta del escudo presenta el icónico Arco Gateway y las dos líneas simbolizan la confluencia de los dos ríos de la región (Río Misisipi y Río Misuri). Los colores del equipo son rojo ciudad, azul río, amarillo energía y gris arco acero.

## Uniforme

### Indumentaria y patrocinadores
| Período         | Proveedor |
| --------------- | --------- |
| 2022 – Presente | Adidas    |

| Período         | Patrocinador |
| --------------- | ------------ |
| 2022 – Presente | Purina       |

## Estadio

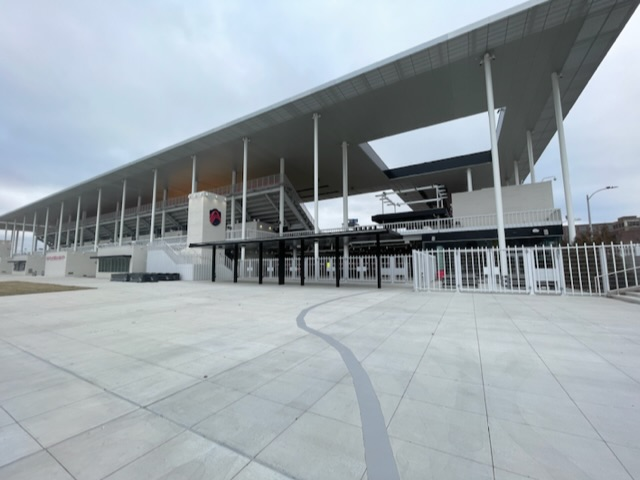
Energizer Park, San Luis, Misuri

El equipo jugará en Energizer Park, ubicado en el centro de San Luis que se espera que sea el ancla de un área de desarrollo de 31 acres (12,5 ha) que incluirá equipo oficinas, centros de formación y distritos comerciales. El estadio está destinado a albergar de 17 a 23 partidos de fútbol al año y sirve como sede para conciertos, deportes de secundaria y más. El diseño del estadio está destinado a conectar el área circundante y el centro de la ciudad mientras se mezcla con el vecindario.

## Propiedad y gestión
El grupo propietario de St. Louis City SC está formado por presidenta de la Fundación Enterprise Holdings, Carolyn Kindle Betz, y miembros femeninos de la familia Taylor (Enterprise Holdings), y es el primer equipo de propiedad mayoritaria femenina en la MLS. El grupo también incluye al director ejecutivo de World Wide Technology, Jim Kavanaugh y miembros de la familia Kavanaugh.
== Hay varios grupos de adicionados destacados como los St. Louligans. Su nombre hace referencia al Hooliganismo, el comportamiento perturbador y desordenado de los fanáticos del fútbol, aunque este tipo de fenómeno no se encuentra generalmente entre los fanáticos del fútbol en América del Norte. Los St. Louligans se fundaron en 2010 cuando varios grupos locales de fanáticos del fútbol unieron fuerzas en los partidos en casa del AC St. Louis. Han brindado un gran apoyo a varios equipos de fútbol del área de St. Louis, incluidos AC St. Louis, Saint Louis Athletica, St. Louis Lions, e Illinois Piasa.
St. Louligans era el grupo oficial de seguidores del Saint Louis FC, un equipo del USL Championship fundado en 2014. Saint Louis FC trabajó en estrecha colaboración con los St. Louligans para fomentar su apoyo. Las contribuciones notables del grupo incluyen otorgar un boleto a un nuevo aficionado cada semana y coordinarse con los Coopers, seguidores del Louisville City FC, para crear la Kings' Cup competición de rivalidad entre los dos equipos. Saint Louis FC se retiró en 2020.
The American Outlaws, el grupo de seguidores más grande de la selección masculina de Estados Unidos y la selección nacional de fútbol femenina, es uno de los más activos en el país con más de 1.000 miembros, liderando la nación en fondos recaudados para el brazo caritativo del grupo, AO Impact.
Se organizaron muchos nuevos grupos de seguidores independientes en previsión de la llegada del equipo de la MLS, apoyando a St. Louis City SC 2 durante su campaña en 2022. Estos grupos incluyen Saint Louis CITY Punks, chalecos de mezclilla deportivos y vibraciones Punk rock, así como No Nap City Ultras, un grupo de seguidores de padres y sus hijos pequeños. También, el 2022 vio la llegada de un nuevo cuerpo de tambores. y el grupo de aficionados, Fleur de Noise, que asumirá el papel de tamborilear y dirigir cánticos para los aficionados.
Otro grupo importante que nació con la primera temporada es el primer grupo oficial de aficionados Hispanos/ Latinos llamados STL Santos, el cual busca acercar a su comunidad al estadio y promover cantos en español así como su cultura entre la comunidad futbolera de CITYPARK 
El nuevo estadio contará con una sección de aficionados con espacio para más de 3000 espectadores de pie, tres gradas de cejilla, un sistema de aparejo tifo integrado de 257 pies (78,3 m) de largo, una plataforma de tambores para el cuerpo de tambores durante los partidos y una barra dedicada a los seguidores.

### Rivalidades
Debido a la proximidad de sus ciudades de origen y la rivalidad regional histórica, Sporting Kansas City y St. Louis City SC han comenzado a desarrollar una rivalidad temprana.

## Datos del club
- Temporadas en MLS: 1 (2023 - Presente).
- Mayor goleada conseguida:
  - En campeonatos nacionales: -
- Mayor goleada encajada:
  - En campeonatos nacionales: -
- Mejor puesto en la liga: -
- Peor puesto en la liga: -
- Primer partido en campeonatos nacionales:

## Plantel

### Más apariciones en club
- Actualizado al 29 de octubre de 2024.

| # | Jugador          | Años      | Liga | Playoffs | Copas Nacionales | Copas Internacionales | Total |
| - | ---------------- | --------- | ---- | -------- | ---------------- | --------------------- | ----- |
| 1 | Indiana Vassilev | 2023–     | 63   | 2        | 2                | 8                     | 75    |
| 2 | Roman Bürki      | 2022–     | 65   | 2        | 0                | 6                     | 73    |
| 3 | Eduard Löwen     | 2022–     | 52   | 2        | 2                | 8                     | 64    |
| 4 | Tim Parker       | 2022–2024 | 50   | 2        | 1                | 3                     | 56    |
| 5 | Kyle Hiebert     | 2023–     | 47   | 2        | 1                | 5                     | 55    |

### Máximos goleadores
- Actualizado al 29 de octubre de 2024.

| # | Jugador             | Años      | Liga | Playoffs | Copas Nacionales | Copas Internacionales | Total |
| - | ------------------- | --------- | ---- | -------- | ---------------- | --------------------- | ----- |
| 1 | João Klauss         | 2022–     | 15   | 0        | 0                | 0                     | 15    |
| 2 | Eduard Löwen        | 2022–     | 11   | 0        | 1                | 1                     | 13    |
| 3 | Nicholas Gioacchini | 2022–2024 | 10   | 0        | 0                | 0                     | 10    |
| 3 | Samuel Adeniran     | 2022–2024 | 10   | 0        | 0                | 0                     | 10    |
| 5 | Cedric Teuchert     | 2024–     | 5    | 0        | 0                | 2                     | 7     |

## Equipo reserva
El 6 de diciembre de 2021, el club anunció su equipo de reserva para la MLS Next Pro. St. Louis City 2 comenzó a jugar en la temporada 2022, a pesar de que el equipo de la MLS no comenzó a jugar hasta 2023.